# Coua delalandei
Coua delalandei là một loài chim trong họ Cuculidae.
Đây là một loài tuyệt chủng của chim cu cu không ký sinh từ Madagascar. Loài này chỉ được biết đến với khoa học như một con chim ngoại lai trong một thời gian rất ngắn vào đầu thế kỷ 19. Có một số bất đồng về khu vực xuất hiện của nó: Mặc dù có tuyên bố rằng loài chim cũng được tìm thấy trong khu vực của Fito và Maroantsetra cũng như gần Toamasina (Tamatave), tức là các khu vực ven biển phía bắc Toamasina, tất cả các mẫu vật tốt dữ liệu địa phương là từ đảo Nosy Boraha ở nước ngoài. Như tên tiếng địa phương ngụ ý, ốc đất là một thức ănưa thích của loài này.

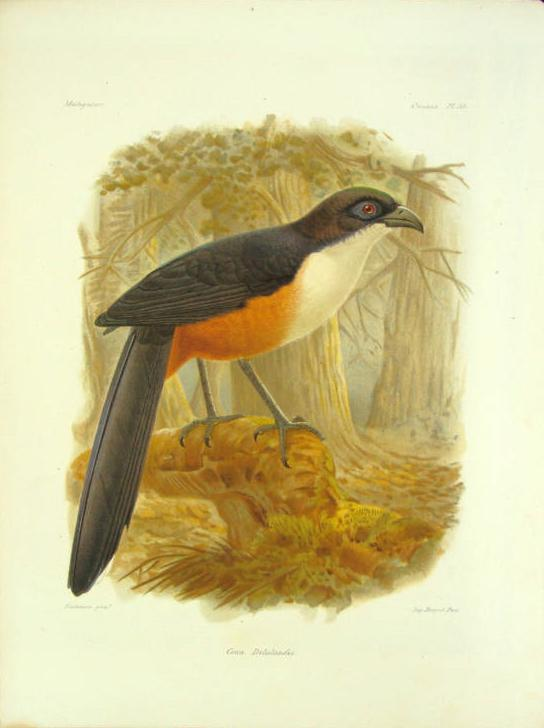